# Hero (1992)
Hero (ook bekend als Accidental Hero) is een Amerikaanse komische dramafilm uit 1992 van Stephen Frears met in de hoofdrollen onder meer Dustin Hoffman, Geena Davis en Andy García.

## Verhaal
Een vliegtuig stort neer in de buurt waar de kleine crimineel Bernie (Dustin Hoffman) toevallig aanwezig is. Bernie weet enige overlevenden uit het vliegtuig te redden, maar verdwijnt vervolgens spoorloos met achterlating van zijn schoen. Later vertelt hij zijn verhaal aan de dakloze John (Andy García) en schenkt hij hem zijn andere schoen. Ondertussen is men in de media op zoek naar de anonieme redder van het vliegtuigongeluk. Niemand heeft zijn gezicht goed kunnen zien, omdat het toen donker was en regende. John zoekt vervolgens de publiciteit op en beweert dat hij de anonieme redder is. Televisiejournaliste Gale (Geena Davis) is een van de overlevenden en wordt verliefd op John. Ondertussen belandt Bernie in de cel, waardoor hij Johns leugens niet aan de kaak kan stellen. Ironisch genoeg wordt Bernies zoon, met wie hij een problematische relatie heeft, idolaat van John.

## Rolverdeling
| Acteur          | Personage       | Opmerkingen                  |
| --------------- | --------------- | ---------------------------- |
| Dustin Hoffman  | Bernie LaPlante |                              |
| Andy García     | John Bubber     | dakloze Vietnamveteraan      |
| Geena Davis     | Gale Galey      | televisiejournaliste         |
| Joan Cusack     | Evelyn          |                              |
| Tom Arnold      | Chick           |                              |
| Chevy Chase     | Deke            | directeur van Channel 4 News |
| Daniel Baldwin  | Denton          | brandweerman                 |
| Michael Talbott | politieman      |                              |